# Dicranum fulvum
Dicranum fulvum (Braungelbes Gabelzahnmoos) ist eine Laubmoos-Art aus der Familie Dicranaceae.

## Merkmale
Die Art bildet lockere bis mäßig dichte, dunkelgrüne oder gelblich- bis braungrüne Rasen. Die bis 5 Zentimeter großen Pflanzen sind mäßig rhizoidfilzig. Die aufrecht abstehenden bis schwach sichelförmigen Blätter sind lanzettlich und in eine röhrenförmige Pfriemenspitze auslaufend, weit herab gezähnt und brüchig. Die lang austretende Rippe nimmt am Blattgrund etwa ein Drittel der Blattbreite ein; im Querschnitt weist sie zwei Stereidenbänder auf. Blattflügelzellen sind deutlich ausgeprägt. Die Laminazellen sind oben quadratisch bis kurz rechteckig und teils zweischichtig, an der Blattbasis etwas verlängert. Sporophyten werden nur sehr selten gebildet. Die Kapsel auf der gelblichen Seta ist aufrecht, länglich zylindrisch und trocken gefurcht.

## Verbreitung und Standortansprüche
Die Verbreitung ist subkontinental-montan. Die europäischen Vorkommen liegen schwerpunktmäßig in Mitteleuropa, hier vor allem in den Mittelgebirgen, in den Alpen und im Alpenvorland; im Flachland kommt die Art nur sehr vereinzelt vor. Auf den Britischen Inseln und auf Island fehlt sie. Außerhalb von Europa gibt es noch Vorkommen in Asien und Nordamerika.
Das kalkmeidende Moos wächst meist auf Silikatgestein, nur selten auf Baumborke. Die Standorte befinden sich gewöhnlich in Wäldern an schattigen bis ziemlich sonnigen, trockenen, aber luftfeuchten Stellen. Oft ist es vergesellschaftet mit Dicranum scoparium, Grimmia hartmanii, Hedwigia ciliata, Hypnum cupressiforme oder Paraleucobryum longifolium.